# Operador de projecció
En matemàtiques, un  operador de projecció   P  en un espai vectorial és una transformació lineal idempotent, és a dir, que satisfà la igualtat  P   2  =  P .

## Introducció
Aquestes transformacions  projecten  qualsevol punt  x  de l'espai vectorial a un punt del subespai imatge de la transformació. En cas que  x  pertanyi al subespai imatge, la projecció no té efecte, deixant el punt  x  fix.
Per exemple, l'operador  P  definit en  R   3  de la manera següent

{\displaystyle P{\begin{pmatrix}x\\y\\z\end{pmatrix}}={\begin{pmatrix}x\\0\\z\end{pmatrix}}}

és un operador que "projecta" l'espai  R   3  sobre l'espai de dimensió 2 que consisteix dels vectors la coordenada  y  és zero.
Aquesta definició abstracta, de "projector" o "projecció" generalitza la idea gràfica intuïtiva de projecció estenent a qualsevol tipus d'espai vectorial, incloent el cas de dimensió infinita on no és possible una aproximació gràfica.

## Projectors ortogonals o autoadjunts
En general, donat un subespai vectorial  W  d'un espai  V , hi ha moltes projeccions sobre  V . Si l'espai és un espai de Hilbert i s'exigeix a més que l'operador  P  sigui un autoadjunts, és a dir

{\displaystyle \langle Px,y\rangle =\langle x,Py\rangle ,\quad x,y\in V}

llavors la projecció sobre  V  és única. El terme  operador de projecció ortogonal  significa  operador de projecció autoadjunts .
Dins l'entorn de la física, el terme  operador de projecció  és sinònim de projecció ortogonal